# Шигела Зонне
Shigella sonnei (в Україні Шигела зонне) — один з видів роду Shigella, що спричинює шигельоз. Разом з шигелою Флекснера наразі спричинює до 90 % випадків цієї хвороби в світі.

## Історія походження
За допомогою високорозвиненого геному шигел, вони стали високоспецифічним збудником людини завдяки розгалуженому еволюційному прогресу, пов'язаному з постійним посиленням властивостей, але й з втратою деяких функцій порівняно з кишковою паличкою, від яких походять шигели. Аналіз 132 штамів цього виду показав, що він розвинувся від загального предка шигел і сформувався в Європі близько 1500-х років нашої ери, а звідти поширився по всьому світу.

## Етимологія
Вид отримав назву на честь данського бактеріолога Карла Олафа Зонне.

## Морфологія
Грамнегативні бактерії, паличкоподібної форми, нерухливі, джгутиків не мають, спор не утворюють. На відміну від багатьох інших патогенних бактерій, S. sonnei не має джгутики, які в тих створюють хіміотоксичність та допомагають інвазувати тканини. Без джгутиків, S. sonnei часто може уникнути імунної системи людини на відміну від багатьох бактерій, які використовують джгутики для рухливості. Хоча S. sonnei не можна розглядати як рухливу бактерію, оскільки вона не має джгутиків, проте полегшує рух за допомогою нетипового механізму рухливості, полімеризуючи актин. Такий механізм не є впізнаваним для імунної системи людини, а також є типом рухливого механізму, що економить енергію.
S. sonnei належать до серогрупи D в роді Shigella, утворюють лише один серовар. Ця класифікація заснована на О-антигенному компоненті ліпополісахариду, присутнього на зовнішній мембрані шигел. О-антигенний компонент ліпополісахариду в S. sonnei відрізняється серед інших видів шигел. Серогрупи A, B, C дуже подібні, тоді як Shigella sonnei відрізняється завдяки розщепленню бета-D-галатозидази та декарбоксилази орнітину, а ферментує лактозу набагато повільніше, ніж інші види шигел.

## Культуральні властивості
S. sonnei можна вирощувати на агарі МакКонкі та триптиказосоєвому агарі (TSA), при оптимальній температурі 37 °C, але також виростає й при температурі від 10 до 40 °C. Після 24-годинної інкубації колонії досягають діаметра близько 2 мм. Колонії круглі, опуклі, безбарвні, але помірно напівпрозорі з гладкою поверхнею та цілими краями. Невеликі заплутані волосоподібні виступи іноді можна побачити в одній або декількох точках на периферії колонії. Живе при низькому (кислому) рівні pH, зростає на агарах при його рівні від 6,4 до 7,8. Цей вид шигел може протистояти низькому pH шлункового соку людини. Більшість ізолятів переносять обробку кислотою з рН 2,5 принаймні 2 години.
Факультативний анаероб і хемоорганотроф, утворює кислоту, коли вуглеводи катаболізуються.

## Структура генома
S. sonnei має циркулярний геном ДНК. Використовує як хромосомну, так і плазмідну вірулентність. Цей вид зазнав повного секвенування геному. Він має геном розміром близько 4 Мб. Хромосома S. sonnei має те саме походження та кінець реплікації, що і у кишкової палички. Це не тільки означає, що вони є еволюційно пов'язаними, але припускає, що вони, швидше за все, використовують той же клітинний механізм для копіювання. Є дуже мало біохімічних властивостей, які можуть відрізнити S. sonnei від кишкової палички. У всіх геномах Shigella оперони рРНК, послідовність, яка є дуже збереженою серед прокаріотів, відображають приблизно такі ж відносні положення, як у кишкової палички, що вказує на те, що S. sonnei та кишкової палички не пройшли рекомбінацію ДНК між оперонами рРНК.
Найбільшою особливістю штамів S. sonnei та всіх інших видів Shigella є те, що їхні геноми є дуже динамічними. Елемент послідовності вставки (IS-елемент) спричинює постійну перебудову ДНК (делеція, транслокація та інверсія). Саме завдяки використанню IS-елементів S. sonnei відрізняється від інших видів шигел. Очевидно, що хромосома шигел інверсує на своєму сайті реплікації та терміни, що може бути можливою рекомбінацією «гарячих точок» для вставки мобільних елементів геному інших бактерій. Також завдяки використанню IS-елемента, S. sonnei та інші види Shigella можуть бути охарактеризовані як високо вірулентні. Як і всі інші види Shigella, у S. sonnei є плазміди, які підвищують токсичність бактерії для свого хазяїнах. Вони виробляють токсин, який називають «токсином Шига». Це унікальний вид токсину, який діє в організмі декількома способами, що несуть потенційну шкоду нейронам, цитоплазмі клітин та епітеліальним клітинам кишечника.
Багато генів у S. sonnei класифікуються як псевдогени, генетичні послідовності, спорадично розташовані в геномі. Вони схильні до розпаду в будь-який момент часу. Природа та призначення псевдогенів досі залишаються невиясненими. Результат цієї спорадичної втрати функціонального гена транспорту галактозидів у S. sonnei пояснює повільний процес ферментації лактози через те, що псевдоген постійно розпадається.

## Метаболізм
Значна частина розвиненого метаболізму S. sonnei залишається непоясненою. Висока біохімічна активність цього виду забезпечує більшу розвиненість на відміну від інших видів шигел. S. sonnei, як відомо, менш вірулентна, ніж інші види шигел, тому що вона не вбиває свого хазяїна відразу. Можливо, це також пояснює, чому наразі S. sonnei є найпоширенішим збудником шигельозу у більшості розвинених країн.

## Патогенні властивості
Детальніші відомості з цієї теми ви можете знайти в статті Шигельоз.
S. sonnei обумовлює 75% випадків сучасного перебігу шигельозу в світі. Для зараження людини достатня низька доза S. sonnei усього лише в 100—200 бактерій. Для патогенної дії S. sonnei, як і для інших видів шигел, характерна інвазія слизової оболонки кишечника. S. sonnei використовує загальну кишкову грамнегативну патогенну систему ІІІ типу секреції для введення інвазованого плазмідного антигену в клітину-мішень. Цей білковий комплекс спричинює лізис вакуолей епітеліальних клітин та посилює поглинання S. sonnei М-клітинами та іншими епітеліальними клітинами. S. sonnei виділяє хромосомно кодований цитотоксин (Шига-токсин), хоча й значно менше порівняно з іншими видами шигел. Цей екзотоксин спричинює запальну реакцію клітин кишкової стінки та некроз клітин епітелію товстої кишки, інгібує синтез білка в еукаріотичних клітинах. Багато патогенних особливостей обумовлені виробленням Шига-токсину (Stx). Він не є однорідним, містить дві основні імунологічно перехресно не реагуючі групи, що називаються Stx1 та Stx2. Послідовності гомології між Stx1 і Stx2 складають 55% і 57%. Ці групи Шига-токисну смертельно небезпечні для тварин. Показують ентеротоксичну дію для кишкових сегментів кролика. Цитотоксичні для культур людських клітин. Можуть призвести до розвитку гемолітично-уремічного синдрому. Обидва Stx1 і Stx2 кодуються бактеріофагом, який проникає у хромосому. Stx1 збільшує вироблення запального цитокіну людськими макрофагами, що, в свою чергу, призводить до підвищення рівня інтерлейкіну-8, що часто виявляється при діареї.
Як тільки S. sonnei потрапляють у клітини товстої кишки, вони одночасно можуть вторгнутися й в інші клітини кишкового тракту. Вони, як й інші шигели, лізують фагоцитарну вакуоль і потрапляють у цитоплазму епітеліальної клітини, де розмножуються і експресуються, щоб вторгнутися в інші клітини. Шигела відома своєю здатністю заражати різні типи клітин, такі як ентероцити та М-клітини, клітини епітелію тонкої кишки. Вони. як й інші шигели, розмножуючися всередині клітин епітелію товстої кишки спричинюють утворення ерозій і виразок слизової оболонки, кровотечі.
S. sonnei притаманна менша резистентність до антибактерійних препаратів ніж у інших видів шигел. Було встановлено, що S. sonnie можуть використовувати контактно-залежний кон'югативний перенос плазміди для отримання фактора стійкості до антибіотиків від інших бактерій.
Інтегрони класів 1 і 2 у S. sonnei кодують рекомбіназу, щоб індукувати місце вбудовування генних касет, які можуть сприяти вірулентності хромосомного геному бактерії. Генетичні касети, як правило, інтегруються між двома збереженими сегментами на 5 'та 3' кінцях на сайті attI1. Великий плазмідний геном S. sonnei має кодовану здатність утворювати клітинну інвазію. Ця велика плазміда кодує білок зовнішньої мембрани S. sonnei, VirG (IcsA), аби спричинити полімеризацію ниткоподібного актину, який бере участь у внутрішньо- і міжклітинному русі бактерії. Це один з головних механізмів, який S. sonnei використовує для формування виступаючих пор на стінці клітин епітелію товстої кишки з метою вторгнення в інші сусідні клітини товстої кишки.
Сидерофори, група генів, кодованих плазмідою, контролюють надходження заліза з клітин-мішеней. У позакишковій фазі зараження шигелами залізо є одним з основних факторів, що обмежують подальший ріст. Це обмеження виникає через те, що більша частина заліза в організмі людини виділяється гемопротеїнами (тобто гемоглобіном, міоглобіном) або залізо-хелатуючими білками, що беруть участь у транспорті заліза (трансферин та лактоферин). 
Кишковий фактор адгезії сприяє колонізації in vivo та вивчений на тваринних моделях. Це білок із зовнішньою мембраною 97 кД, кодований кожним геном на хромосомах. Він є білком проти інтими, а антиінтимну реакцію спостерігають у дітей із гемолітично-уремічним синдромом.